# えひめ飲料
株式会社えひめ飲料（えひめいんりょう）は、愛媛県松山市に本社を置く飲料メーカーである。清涼飲料の製造・販売を事業としている。
コーポレート・メッセージは「こだわりは、まじめです。」。

## 概要
「ポンジュース」を主力商品とする企業である。
もとは農協自体で製造から販売まで手掛けていたが、当該農協が全国組織と統合したのと前後して、組合・公益法人による営利事業に対する規制が強化され、営利事業は一般企業を作ってそこに移管させる必要が生じたことから設立されたものである。したがって、全国組織の全国農業協同組合連合会（JA全農）が株主となっている。
この会社と同じ位置付けにあるのが、“サンレイ”のブランドの「株式会社ジェイエイビバレッジ佐賀」であり、同社は佐賀県農業協同組合（JAさが）の子会社である。

## 沿革
※ 沿革｜えひめ飲料（※外部サイト）
- 1948年（昭和23年）10月 - 母体である愛媛県青果販売農業協同組合連合会（青果連）が発足。
- 1952年（昭和27年）12月 - 三津工場落成。ポンジュース発売開始。
- 1955年（昭和30年）3月 - 濃縮果汁製造開始。
- 1956年（昭和31年）5月 - 缶詰ジュース製造開始。
- 1957年（昭和32年）9月 - 中近東へ缶詰ジュース輸出開始。
- 1958年（昭和33年）6月 - 東京分室（事務所）設置。
- 1961年（昭和36年）12月 - 愛媛県の果汁生産日本一となる。
- 1964年（昭和39年）4月 - 事務所･研究所が愛媛県松山市中須賀町に落成。
- 1968年（昭和43年）10月 - 冷凍濃縮果汁製造開始。
- 1969年（昭和44年）3月 - 100％天然ジュースを発売。
- 1971年（昭和46年）10月 - 愛媛県松山市安城寺町に松山工場落成。
- 1974年（昭和49年）12月 - 神奈川県厚木市に東京工場落成。
- 1977年（昭和52年）9月 - 東京都千代田区外神田に東京事務所新事務所落成。
- 1980年（昭和55年）
  - 7月 - 管理センタービル（現本社屋）落成。
  - 10月 - 名古屋・仙台出張所を開設。三津工場を松山工場に統合。
- 1982年（昭和57年）2月 - ソフトタイプ（減酸処理）ジュース発売。
- 1983年（昭和58年）
  - 11月 - 果汁の凍結濃縮法を開発導入。
  - 12月 - 福岡出張所を開設。
- 1992年（平成4年）
  - 1月 - 茨城県常陸太田市に茨城工場落成。
  - 4月 - オレンジ果汁輸入自由化。
- 1994年（平成6年）5月 - 三津工場跡地に「ポンジュース発祥の地」の石碑建立[2]。
- 1998年（平成10年）4月 - 全国農業協同組合連合会愛媛県本部（JA全農えひめ）が発足。
- 1999年（平成11年）2月 - β-クリプトキサンチン高含有ポン愛媛みかんジュースβ（ベータ）発売。
- 2001年（平成13年）10月 - 東京工場が日本最初の清涼飲料水の総合衛生管理製造過程承認取得。
- 2003年（平成15年）
  - 2月 - 松山工場が日本最初の「原料用果汁」の区分で清涼飲料水の総合衛生管理製造過程承認取得。
  - 4月 - ジュース事業を農協組織から分離し、「株式会社えひめ飲料」設立[3]。
  - 12月 - 茨城工場が清涼飲料水の総合衛生管理製造過程承認取得。
- 2004年（平成16年） - 茨城工場熱電併給システム（コージェネレーション設備）の運用開始。
- 2006年（平成18年）
  - 3月 - 全社にてISO9001認証取得。
  - 4月 - 松山工場が清涼飲料水の総合衛生管理製造過程を承認取得し、3工場での取得完了。
  - 5月 - ハイバリアーペットボトル（オキシブロック）導入。
- 2007年（平成19年）5月 - 「愛媛県では蛇口からポンジュースが出る」 という都市伝説を再現するため、ポンジュースの出る蛇口を作成[4]。
- 2008年（平成20年）2月 - 旧ポンパックを子会社として新たに株式会社えひめフーズ設立。
- 2009年（平成21年）8月 - ポンジュース発売40周年記念キャンペーンセール。
- 2012年（平成24年）2月 - ポンジュース蛇口モニュメント松山市へ寄贈。
- 2013年（平成25年）6月 - JA全農の100%子会社となる。
- 2014年（平成25年）3月 - 茨城工場に新アセプペットライン設置。
- 2018年（平成30年） 創立70周年。
- 2019年（平成31年）4月 - ポンジュース発売50周年。東京工場に新アセプペットライン設置。
- 2024年（令和6年） - ポンジュース発売55周年。

## 事業所
- 本社 - 愛媛県松山市安城寺町478

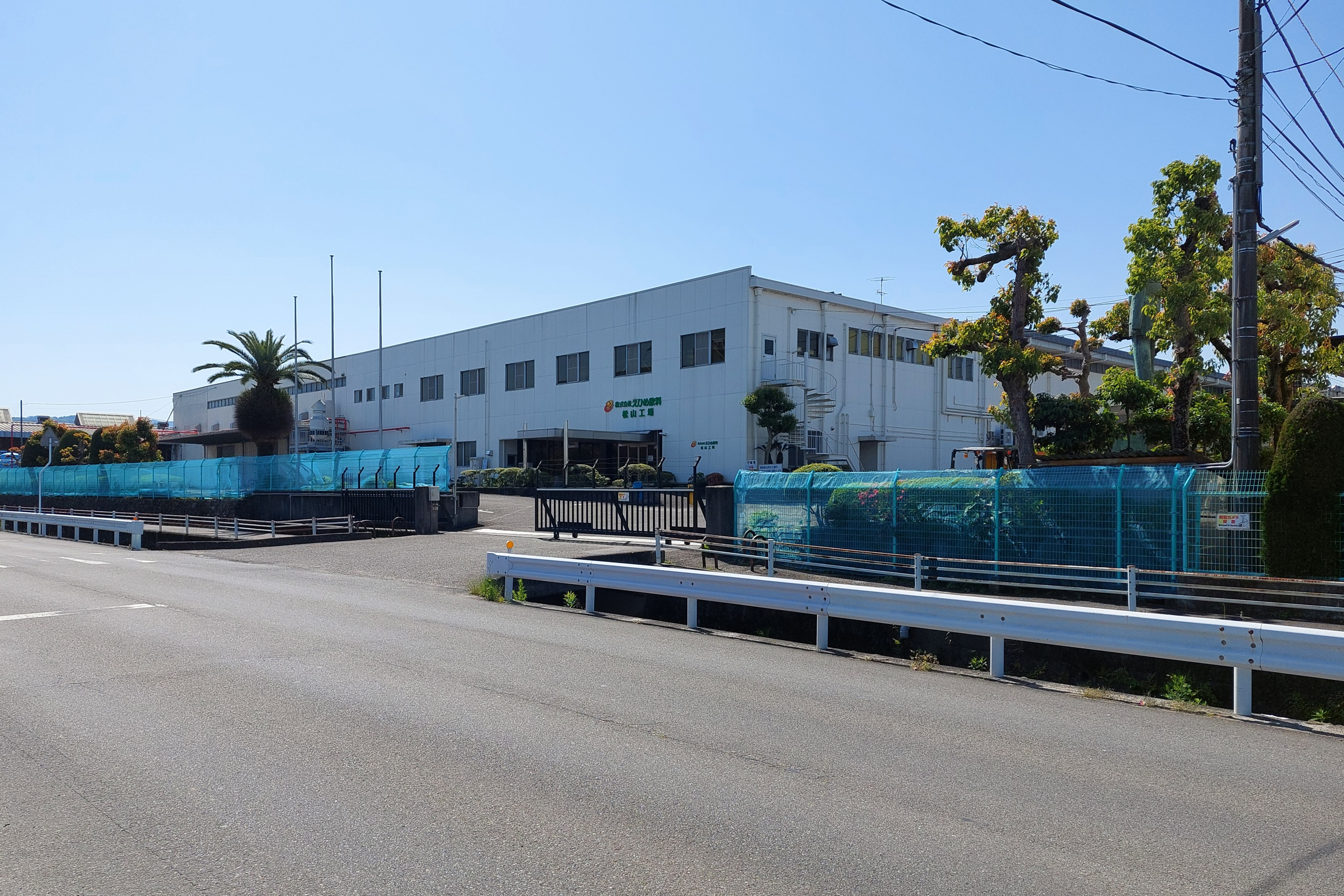
松山工場

- 東京営業本部 - 東京都千代田区外神田4丁目13-2
- 大阪営業所 - 大阪市福島区海老江5丁目2-2大拓ビル5 2Ｆ
- 名古屋営業所 - 名古屋市熱田区川並町3-3グリーンビル5Ｆ
- 福岡営業所 - 福岡市博多区博多駅南1丁目7-22ブックローン福岡ビル4Ｆ

### 製造工場
- 松山工場 - 愛媛県松山市安城寺町240-1
- 東京工場 - 神奈川県厚木市緑ヶ丘5丁目18-2
- 茨城工場 - 茨城県常陸太田市岡田町2112

## ポンジュース
ポンジュースとは1952年（昭和27年）に発売された果汁飲料である。「えひめのまじめなジュース」をキャッチコピーに販売されている。姉妹品としてポン（POM）の名を冠したグレープやりんごの果汁飲料も存在する。
発売当時の愛媛県青果農業協同組合連合会会長だった桐野忠兵衛が発売前年アメリカで柑橘類の加工工場を視察し、愛媛のみかん産業発展のためにみかんジュースの製造販売を発案、宝酒造に委託して「タカラポンジュース」の名称で商品化された。これは宝酒造の手がけた最初の非アルコール飲料である。発売当時は低果汁飲料であってもジュースという呼称が使用でき、発売当初は果汁100%ではなかった。果汁100%に変更されたのは1969年（昭和44年）で、現在はこの時をポンジュースの誕生としており、2009年（平成21年）に「40周年」を迎えたとして盛大にキャンペーンを打った。
名称の由来は当時の愛媛県の久松定武知事が日本一（ニッポンイチ）のジュースになるようにという意味をこめて名付けたことによる。ただし、伊予弁（特に中予地方）の方言で「ポン」は「くだらないもの」、「糞」という意味もあり、発売当時は「糞のジュースか?」と揶揄されたこともある。オランダ語で柑橘果汁を指すponsや文旦を指すpomelo、果樹栽培法pomology(英語)などの言葉との関わりも考慮されている。当初はPONだったローマ字表記は、前述の柑橘と関係の深い言葉とのつながりを重視し、1953年（昭和28年）に現在のPOM表記に変更された。
当初は農協組織が直接販売まで手掛け、初期には宝酒造の他明治乳業（現明治）から委託販売されていた時期もあったが、組合の営利活動規制により現在はえひめ飲料が製造から販売までを一貫して行う。愛媛県青果農業協同組合連合会時代のCMソング『愛媛みかんの歌』『ポンジュースの歌』は、藍美代子が歌い、作詞は伊藤アキラ、作曲は平尾昌晃が担当している。非売品のソノシートのジャケットには東君平のイラストがある。

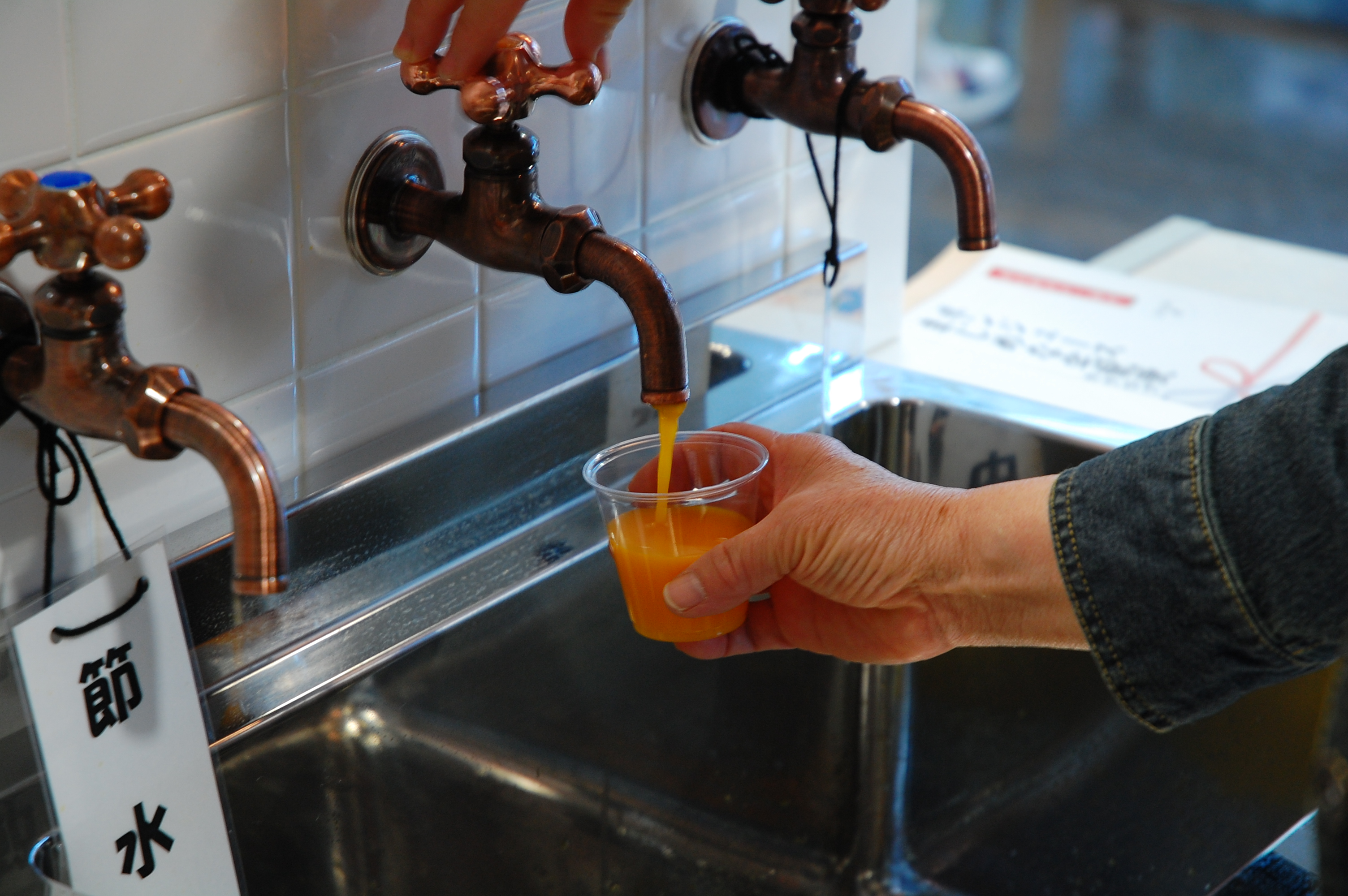
ポンジュースの出る蛇口

「ポンジュースの出る蛇口」
「愛媛県では水道の蛇口のひねるところが3つあり、青い蛇口は水、赤い蛇口はお湯、オレンジの蛇口はポンジュースが出る」というジョークや都市伝説がある。えひめ飲料自身が販売促進キャンペーン用の賞品として利用する。また、今治市のJAおちいまばり直売所「さいさいきて屋」や、松山空港のロビーに期間限定で「ポンジュースの出る蛇口」が設置される。
みかんのうた
SEX MACHINEGUNSが愛媛のみかんへの「愛」を歌う曲であり、歌詞にはポンジュースが含まれている。またえひめ飲料は、SEX MACHINEGUNSが愛媛でライブを行う際に大量のポンジュースや花を贈る。同曲中ではみかんを「オレンジに負けない黄金色の果実」と呼ぶが、ポンジュースはみかんとオレンジ両方の果汁を使用するものもあるが、みかんのみの商品も存在する。
みかんごはん
愛媛県の学校給食で提供される、ダシの代わりにポンジュースを入れた炊き込みご飯である。「あけぼのめし」「オレンジピラフ」ともいう。
みかんパン
愛媛県の学校給食で提供される。見た目は普通のコッペパンと同じだが、中はオレンジ色で、酸味がある。
ジュースの日
ジュース給食ともいい、愛媛県のすべての公立の小中学校で夏場に週に1度ポンジュースが配られる。
コラボ商品
ポンジュースコロン（江崎グリコ）：ポンジュースで作ったクリームを使ったコロン。四国限定。
チロルチョコ ポンジュース（チロルチョコ）：オレンジ色のチョコの中にポンジュースのゼリーが入っている。
ポンジュースグミ2（サクマ製菓）：ポンジュースで作ったグミ。すっぱいパウダー付きで名前に「2」が付いた。
ポンジュースキャンデー（サクマ製菓）：ポンジュースで作った飴。
ポンジュースとヨーグルト（四国乳業）：ポンジュースで作ったフルーツソース入りヨーグルト。
ポンジュースシャーベット（栄屋乳業）：ポンジュース入りのシャーベット。
ハイチュウポンジュース（森永製菓）：ポンジュース味のハイチュウ。一度製造終了した後、2014年5月から同年8月まで「ポンジュースハイチュウアソート」として期間限定で復活。
チューハイ果実の瞬間 贅沢みかんテイスト（アサヒ飲料）：ポンジュース味のチューハイ。
ポンジュースもち（国分 (商社)（日本橋菓房）：ポンジュース入りのもち。2012年11月末から2013年5月末までの期間限定販売。
ポン 果実スパークリング（日本たばこ産業）：ポンジュースを使った炭酸飲料。2013年3月11日から自動販売機限定。